# Тетерівська сільська рада (Іванківський район)
| Тетерівська сільська рада — орган місцевого самоврядування у Іванківському районі Київської області з адміністративним центром у с. Тетерівське. Сільській раді підпорядковані населені пункти: - с. Тетерівське |

## Склад ради
Рада складається з 12 депутатів та голови.

### Керівний склад ради
| ПІБ                            | Основні відомості                                                                      | Дата обрання | Дата звільнення |
| ------------------------------ | -------------------------------------------------------------------------------------- | ------------ | --------------- |
| Пархоменко Марія Костянтинівна | Сільський голова, 1955 року народження, освіта, Всеукраїнське об'єднання «Батьківщина» | 26.03.2006   | 31.10.2010      |
| Пархоменко Марія Костянтинівна | Сільський голова, 1955 року народження, освіта середня загальна, член Партії регіонів  | 31.10.2010   |                 |

Примітка: таблиця складена за даними джерела